# Поляков Микола Вікторович
Микола Вікторович Поляков (нар. 1 травня 1946, Дніпропетровськ — пом. 21 вересня 2020, Дніпро) — український вчений, ректор Дніпропетровського національного університету імені Олеся Гончара. Доктор фізико-математичних наук, професор, член-кореспондент Національної академії наук України, дійсний член Академії наук вищої школи України.

## Біографія
Микола Поляков народився у 1946 р. У 1971 р. закінчив механіко-математичний факультет Дніпропетровського державного університету. У 1989—1996 рр. працював деканом цього факультету. У 1996—1998 рр. — проректор з навчальної роботи. З 1998 р. — ректор ДНУ. Є одним з провідних учених України у галузі досліджень рідин і газів. Головний редактор наукового журналу «Вісник Дніпропетровського університету». Автор і співавтор більш ніж 300 наукових праць.
Обраний депутатом Дніпропетровської міської ради VI скликання.

## Нагороди
- Заслужений діяч науки і техніки України (1998); нагороджений орденом «За заслуги» І (2006), ІІ (2003) і ІІІ (2000) ступенів, медаллю «Захиснику Вітчизни» (1999) та іншими відзнаками.[1]
- Державна премія України в галузі освіти 2013 року — у номінації «вища освіта» за цикл робіт «Навчально-методичне та науково-технічне забезпечення розвитку ракетно-космічної освіти в Україні та її інтеграція в міжнародний освітній простір» (у складі колективу)[4]